# Sermones ad populum
De Sermones ad populum zijn de preken van de kerkvader Augustinus (354 – 430). Augustinus was bijna veertig jaar priester (vanaf 391) en bisschop (vanaf 396) van Hippo Regius. Gedurende die periode heeft hij naar schatting zesduizendmaal gepreekt. Een kleine zeshonderd hiervan zijn overgeleverd. 
Augustinus' preken (sermones) worden verdeeld in vier groepen:
1. Preken over de Bijbel (sermones de Scripturis)
2. Preken over het tijdeigen (sermones de tempore)
3. Preken over de heiligen (sermones de sanctis)
4. Preken over verschillende onderwerpen (sermones de diversis).

Augustinus heeft deze preken voornamelijk gehouden in Hippo Regius, maar er zijn er ook die zijn uitgesproken in andere plaatsen uit zijn omgeving, zoals Carthago en Utica. Augustinus was namelijk niet alleen populair in zijn eigen stad, maar hij was ook een graag gezien gastpredikant.